# Molophilus yakkho
Molophilus yakkho är en tvåvingeart som beskrevs av Alexander 1958. Molophilus yakkho ingår i släktet Molophilus och familjen småharkrankar.
Artens utbredningsområde är Sri Lanka. Inga underarter finns listade i Catalogue of Life.